# Tárik de Souza
Tárik de Souza Farhat (Rio de Janeiro, 19 de novembro de 1946) é um jornalista e crítico musical brasileiro. É filho do escritor, publicitário e jornalista Emil Farhat. Escreve para o Jornal do Brasil, entre outros veículos.

## Carreira
Iniciou sua atividade profissional em 1968 como repórter, redator e editor de música da revista Veja. Trabalhou para outras publicações, como Folha de S. Paulo, Rock Espetacular, Estado de S. Paulo, Istoé, Vogue, Elle, Jornal do Commercio (RJ), Show Bizz, Opinião, O Pasquim, Som 3, Revista do CD, Coojornal, Movimento, Playboy e Jornal da República. Atuou como consultor das três séries de fascículos História da Música Popular Brasileira (Editora Abril). Fundou e editou a revista Rock/Jornal de Música.
Entre 1981 e 1989, apresentou os programas Os músicos, O show é a música e Os repórteres (TVE). Desde 1994 vem dirigindo a coleção de livros sobre música "Todos os cantos" (Editora 34), iniciada com o título "Ouvido musical". Compilou faixas e redigiu textos das séries de discos "Mestres da MPB" e "Enciclopédia Musical Brasileira" (Continental/Warner) e das caixas "Apoteose ao samba" (2 vols. EMI), "Jorge Ben", "Nara Leão" e "Caetano Veloso" (Universal), entre outras. Atuou como editor do site CliqueMusic, especializado em música popular produzida no Brasil. Apresentou inúmeros discos editados no Brasil.
É considerado uma das maiores referências do jornalismo musical voltado para MPB. Apresenta desde 2005 o programa Bossamoderna na Rádio MEC do Rio de Janeiro e é pesquisador do programa O Som do Vinil, no Canal Brasil, junto do ex-Titãs, Charles Gavin, que é também o apresentador do programa.

## Obras
- Tem Mais Samba, editora 34, 2004.
- Rostos e Gostos da MPB, editora LP&M
- Som Nosso de Cada Dia, editora LP&M
- Tons Sobre Tom, editora Revan
- Autópsia em Corpo Vivo
- Sambalanço, a Bossa Que Dança - Um Mosaico, Karup Editora, 2017